# NGC 6167
NGC 6167 est un amas ouvert situé dans la constellation de la Règle. Il a été découvert par l'astronome écossais James Dunlop en 1826.
Selon la classification des amas ouverts de Robert Trumpler, cet amas renferme entre 50 et 100 étoiles (lettre m) dont la concentration est moyenne (II) et dont les magnitudes se répartissent sur un grand intervalle (le chiffre 3).

## Observation
Avec une magnitude visuelle de 6,7, on peut observer aisément avec de petites jumelles.

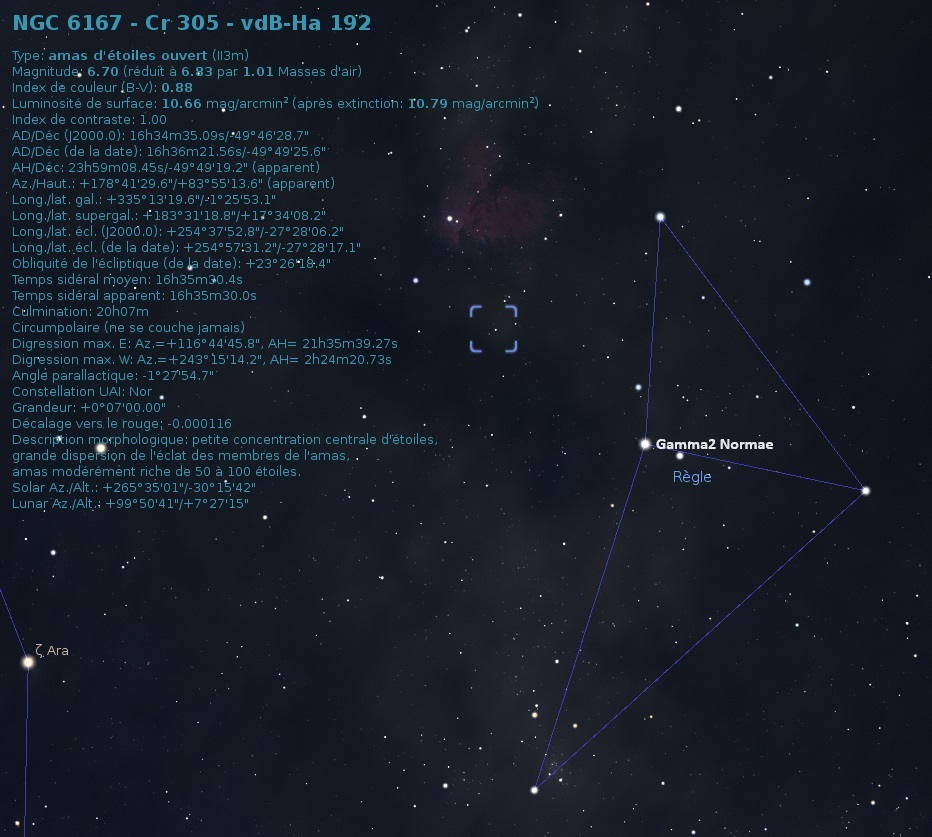
Localisation de NGC 6167 dans la constellation de la Règle. (Stellarium)

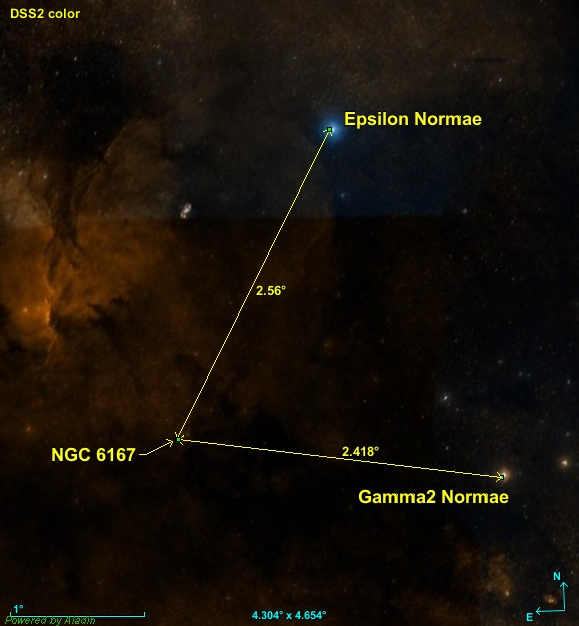
Position de NGC 6167 par rapport à deux étoiles.

NGC 6167 est situé à environ 2,4 degrés au nord-est de l'étoile Gamma2 Normae et à 2,6 degrés au sud-est de Epsilon Normae (en).

## Caractéristiques

### Distance, taille et vitesse
La parallaxe moyenne des étoiles de l'amas a été obtenue des mesures effectuées par le satellite Gaia. Trois valeurs différentes publiées dans de récents articles (2018 à 2021) sont indiquées sur la base de données Simbad : 0,678 ± 0,024 mas, 0,653 ± 0,035 mas, et 0,653 ± 0,000 2 mas. La valeur moyenne de la parallaxe est égale à 0,661 3 ± 0,014 4 mas, ce qui correspond à une distance de 1 512 ± 34 pc (∼4 930 al).
Selon les sources, la taille apparente de l'amas est de 7′, ou de 7,2, (7,1 ± 0,1') ce qui, compte tenu de la distance de 1 512 ± 34 pc, et grâce à un calcul simple, équivaut à une taille réelle de 10,2 ± 0,4 al.
La base de données Simbad indique trois valeurs différentes de la vitesse l'amas: −19,18 ± 0,61 km/s,, −34,40 ± 1,5 km/s et −34,7 ± 31 km/s. La moyenne et l'écart-type ces valeurs sont de 29,4 ± 8,8 km/s.

### Âge
Webda et Lynga indiquent un âge de 77 millions d'années (log10=7,887 = 107,887).

## Étoiles
Simbad montre aussi un bouton nommé Children. En cliquant sur ce bouton, on atteint une section de cette base de données qui renferme un tableau contenant 408 entrées pour NGC 6167. Cependant, des étoiles (les Children) peuvent apparaître plusieurs fois dans la deuxième colonne du tableau, d'où le nombre de liens bibliographiques qui est supérieure au nombre d'étoiles. La quatrième colonne de ce tableau indique la probabilité que l'étoile appartienne à l'amas. En cliquant sur le titre de cette colonne, on peut classer la probabilité par ordre croissant ou décroissant. En cliquant sur la désignation de l'étoile, on atteint la page de Simbad qui résume ses propriétés.